# Woordenschat
Een woordenschat, lexicon, vocabularium of vocabulaire is de verzameling woorden die een taal rijk is, of die een individueel persoon machtig is.
Er kan sprake zijn van de woordenschat van:
- een persoon in de moedertaal of in een vreemde taal;
- een taal: alle woorden van een taal;
- een oeuvre: alle woorden die een schrijver in zijn werk gebruikt, soms verzameld in een concordantie, bijvoorbeeld van Shakespeare, of van de Bijbel.
- een persoon, als aanduiding van diens begripsniveau.

De woorden die iemand zelf actief gebruikt, behoren tot zijn of haar actieve woordenschat; woorden die iemand wel begrijpt maar zelf niet gebruikt, behoren tot zijn receptieve woordenschat. Een woordenschat kan uitgebreid worden door voorlezen, door het verder ontwikkelen van de eigen leesvaardigheid, en door het stimuleren van begrijpend lezen.

## Aantal woorden in het Nederlands
De Nederlandse taal bevat een enorm aantal woorden, de taal is dynamisch en voortdurend in ontwikkeling. Ieder woord in een woordenboek vormt een lemma, net als iedere term in een encyclopedie. Ieder vakgebied heeft daarnaast een specifieke beroepsgerelateerde woordenschat of jargon, en bijbehorende woordenlijsten of woordenboeken, bijvoorbeeld een medisch woordenboek, of een technisch woordenboek.
De taaldatabank bevat meer dan 60 miljoen woorden of woordvormen, ontstaan en gebruikt vanaf de 12e eeuw tot de 21e eeuw. Vele van deze woorden werden in het verleden gebruikt, maar nu niet meer. Tot de meegetelde woordvormen behoren ook de verschillende vormen van een werkwoord, zoals de werkwoordsvormen van de infinitief, het voltooid deelwoord en de verleden tijd, en de trappen van vergelijking, bijvoorbeeld goed, beter, best.
Mede afhankelijk van de thuistaal van een kind, en diens vaardigheden in het begrijpend lezen, ontwikkelt zich zijn woordenschat. Een kind dat op vier- tot zesjarige leeftijd start op de Nederlandstalige basisschool kent zo'n 1600-2000 woorden; na voltooiing van groep acht herkent en begrijpt een kind minstens 17.000 woorden, ongeveer een kwart van de woordenschat van volwassenen.
De woordenschat van een autochtone volwassen Nederlandstalige verschilt van persoon tot persoon. Hoe hoger het opleidingsniveau en hoe meer men leest, hoe groter de woordenschat. Mits gemotiveerd kan men ook na de leeftijd van 65 jaar nieuwe woorden leren.